# クエロン
クエロン （Couëron、ブレイス語:Koeron、ガロ語:Coéron）は、フランス、ペイ・ド・ラ・ロワール地域圏、ロワール＝アトランティック県のコミューン。歴史的なブルターニュの一部で、歴史的な地方区分ではペイ・ナンテに属する。

## 地理

県におけるクエロンの位置

クエロンはロワール川の北岸、ナントの西16kmに位置する。
1999年のINSEEの作成した順位表によれば、クエロンは都市型コミューンで、ナント都市単位を構成する24の郊外コミューンの1つである。
シヨン・ド・ブルターニュと呼ばれるアルモリカ山塊の尾根が、クエロンを交差している。
ロワール川に沿ったコミューン南部と、川の目印となる場所がその外観と河口システムを形作っている。コミューンの北側を流れるシェジーヌ川はロワール川の支流である。オーデュボン湿地は、コミューン面積4400ヘクタールのうち約半分を覆っている。

## 歴史

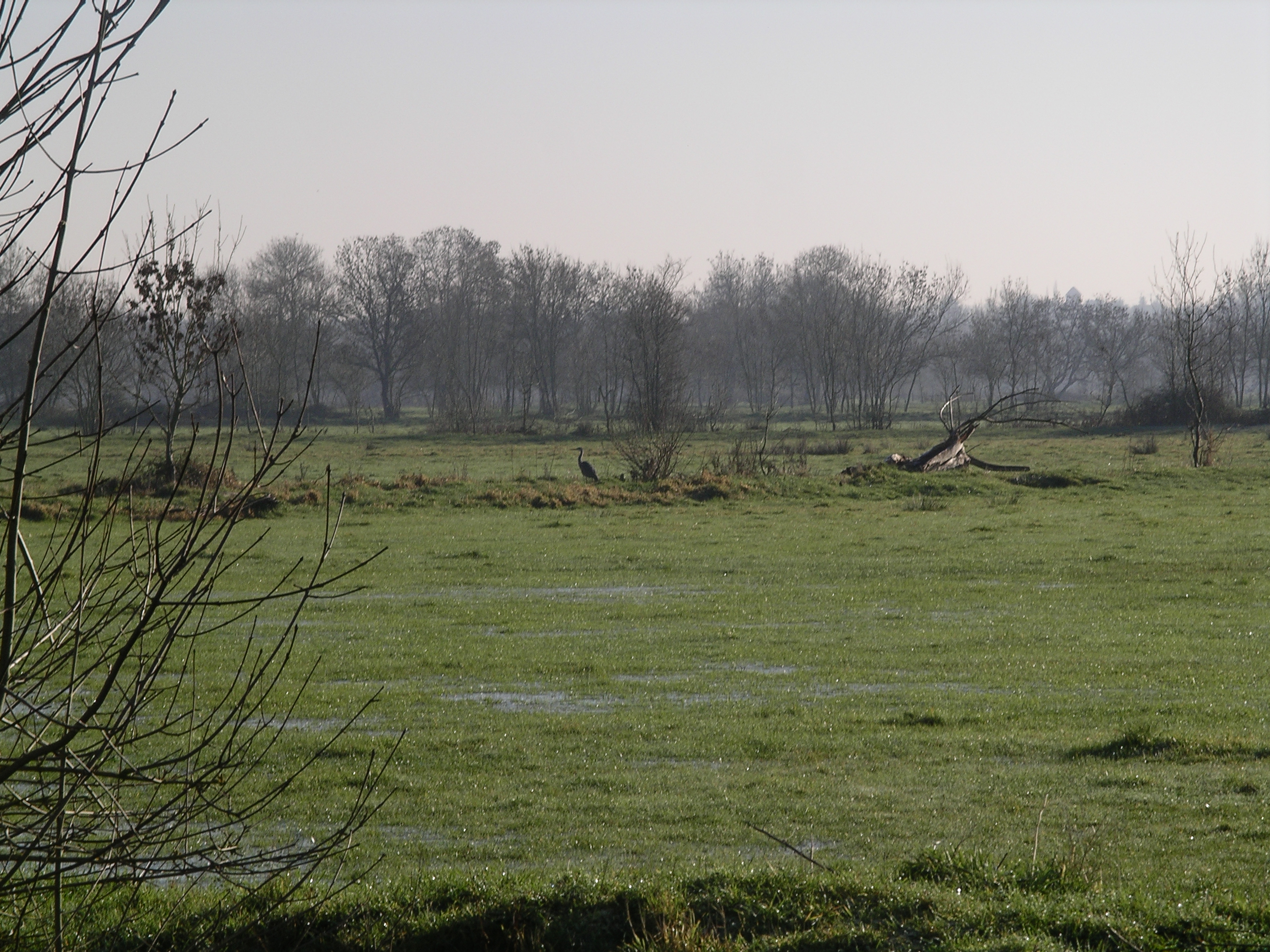
オーデュボン湿地

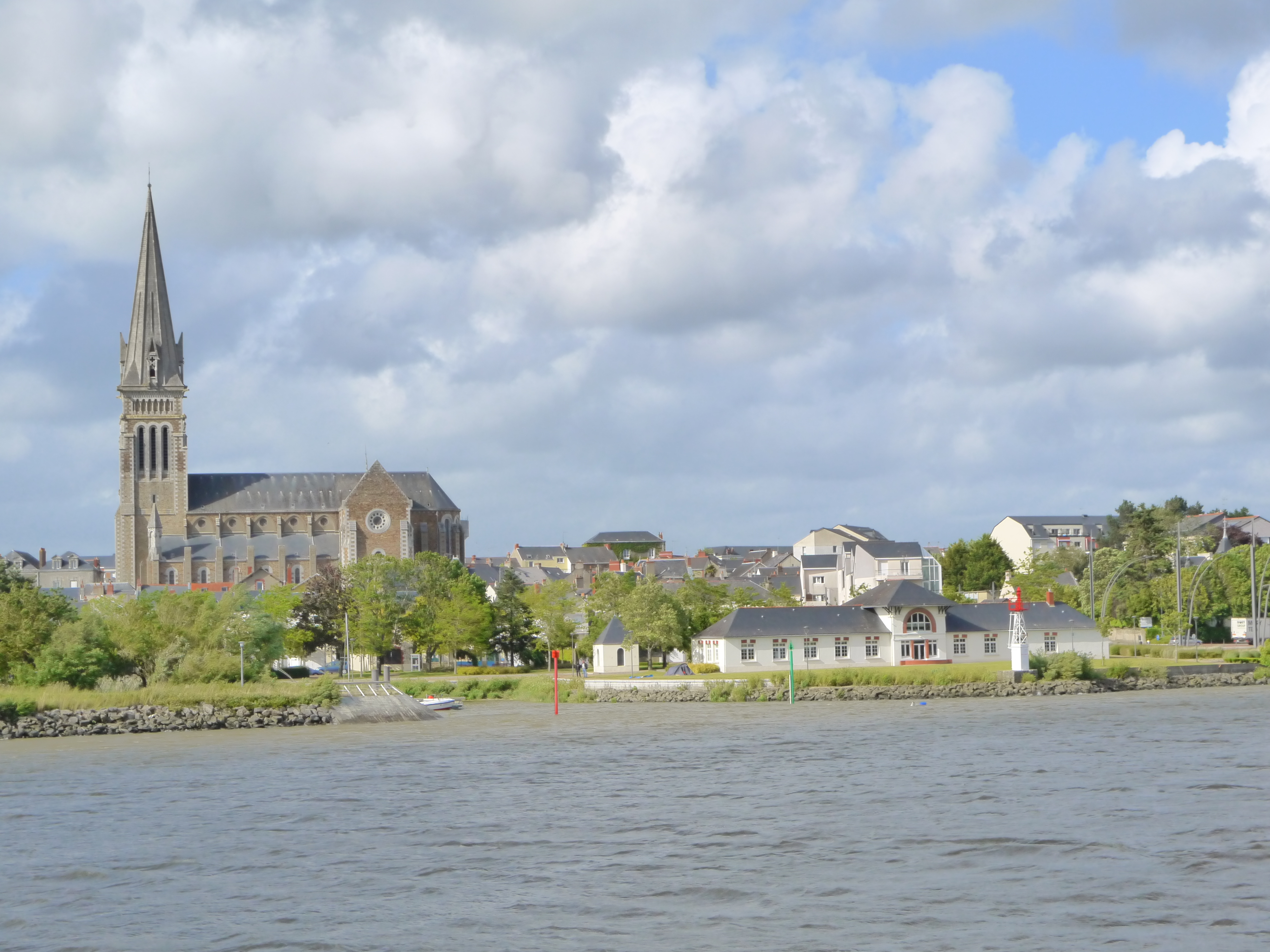
ロワールから眺めたクエロンの町並み

15世紀初頭、クエロンは少なくとも一部がブルターニュ公の領地となっていた。その頃、ブルターニュ公フランソワ2世はブルターニュとフランス間の戦争を終結させる条約に、フランス王シャルル8世の代理と署名したところだった。この条約によって、ブルターニュを継承する権利を王に与えたことになった。フランソワ2世は、1488年9月9日、一人娘アンヌ・ド・ブルターニュを残して、クエロンにて死去した。
この時代のクエロンは、ローネー港のおかげで、ナントの船主たちが荷を移し替える場所の1つになっていた。港湾活動の最盛期は1620年から1740年までだった。ローネー港には係留地や腕木通信塔、商船長館、税関、ロワールの水先案内人事務所があった。
そこにはガラス製造業もあった。ジャン・ニコラ・ド・ラ・エ・デュメリーのガラス工房が創設されて、18世紀終わりには重要性を増していた。工房は1781年に操業を始め、ルイ16世は1784年3月31日に、木材ではなく石炭を提供して操業する特許状に署名している。この建物の一部はその後石鹸工場に転換され、現在も残っている。
19世紀のクエロンは工業化で特筆される。初期は地元企業によってであったが、むしろ大規模工場が2箇所あったアンドルの工廠に近いためであった。ガラス製造の他に、1860年代のクエロンには小規模の製造業が見られた。レンガ製造、ビスケット製造である。目だった変化は、1861年にロワール川沿いに精錬所社およびポンジボー圧延機によって金属加工工場が導入されたことである。ここでは最初、スペインやサルデーニャから運ばれた鉄鉱石を扱い、その後、真鍮や銅の圧延機が導入された。
クエロンの人口の約25%が工業と関係があった。1896年、社会主義活動家が労働者協同組合La Fraternitéを結成している。
第一次世界大戦中と戦後、労働者を必要としたクエロンとアンドルでは、植民地出身者や外国人労働者が流入した。彼らはシャボシエールやベソノー、ボシスといった地区を作って住んだ。1934年にはおよそ1500人の外国人、主にポーランド人が暮らしていた。
1920年代には公共の場に施設建設が進められた。1927年の図書館、パリのヴェロドローム・ディヴェールをモデルにした競輪場（1928年）である。

## 人口統計
町には一時はポーランド人地区があった。その後のシャボシエール地区には、スペイン内戦で母国を脱出したスペイン人たちが大勢住むようになった。
| 1962年 | 1968年 | 1975年 | 1982年 | 1990年 | 1999年 | 2006年 | 2012年 |
| ------ | ------ | ------ | ------ | ------ | ------ | ------ | ------ |
| 11641  | 12276  | 13273  | 14113  | 16319  | 17821  | 18657  | 19765  |

source=1999年までLdh/EHESS/Cassini、2004年以降INSEE

## 姉妹都市
- フルーリュス、ベルギー
- ウェックスフォード、アイルランド共和国

## ゆかりの人物
- アルシド・ドルビニ
- ジョン・ジェームズ・オーデュボン - 養父がフランス革命前に入手した領地（クエロン）で、幼年時代をすごす。